# Белорусов, Владимир Адольфович
Влади́мир Адо́льфович Белору́сов (5 апреля 1959, Ижевск — 14 июня 1996, Ижевск) — советский и российский биатлонист, мастер спорта СССР международного класса по биатлону, чемпион СССР в эстафете (1982), участник зимних Олимпийских игр в Сараево.

## Биография
Выступал за спортклуб «Ижпланета», также в разные годы представлял команду Вооружённых сил и спортивное общество «Труд». В 16-летнем возрасте выполнил норматив перворазрядника по лыжным гонкам. Прошёл отбор в юниорскую сборную СССР по биатлону в 1979 году. В 1978 году одержал победу в отборочном турнире «Ижевская винтовка». В следующих сезонах занимал призовые места в юниорских соревнованиях.
В 1982 году стал чемпионом СССР, выиграв эстафетную гонку на Спартакиаде народов СССР в составе сборной РСФСР. В 1983 году на чемпионате СССР стал бронзовым призёром индивидуальной гонки.
Белорусов принимал участие в зимних Олимпийских игр в Сараево в качестве запасного члена команды.
В 1985 году завершил карьеру. После этого работал тренером в детской спортивной школе.
7 июля (по другим данным — 14 июня) 1996 года погиб в автокатастрофе, находясь на пассажирском сиденье КамАЗа, водитель которого уснул во время ночной поездки.

## Достижения
- Призёр чемпионатов мира среди юниоров (серебро в 1977 году на дистанции 10 км[2], 1979, 1980).
- Чемпион СССР (1982).
- Призёр первенства СССР (1983, 1984)[1].